# Gotlands runinskrifter 114
G 114 är en vikingatida ( ca 1100-1130) gavel- och sidohällar av en gravkista av sandsten i Ardre kyrka, Ardre socken och Gotlands kommun. Spår av färg kvar. Figurframställning med hedniska motiv. 
Fyndplats för 1 bildsten och 7 runstenar med bildstensform. Påträffades i samband med reparationsarbeten i kyrkan år 1900.

## Inskriften
Translitterering av runraden:
§A : syniʀ : likna(t)(a)- ... ...(a)rua : merki : kut : ebtir : ailikni : kunu : koþa : moþur : 
§B ...(s) : auk : kaiʀuataʀ : auk : liknuiaʀ : 
§C : kuþ a-... ... ...(n) : heni : auk : kieruantum : merki : m-... ...ua : aʀ : men : sin : 
§D ...(ʀ) : i : karþum : aʀ : uaʀ : ui(u)(e) meʀ :: (h)...
Normalisering till runsvenska:
§A Syniʀ Liknhvata[ʀ] ... [g]ærva mærki gott æftiʀ Æilikni, konu goða, moður 
§B ... ok Gæiʀhvataʀ ok Liknviaʀ. 
§C Guð o[k](?) ... [naði]n(?) hænni ok gærvandum mærki ... ... eʀ mænn sen 
§D ... i Garðum/Garde, eʀ vaʀ Vivi(?) meðr ...
Översättning till nusvenska:
§A Liknats söner (läto göra) ett gott minnesmärke efter Ailikn, en god kvinna, moder (till Aivat och Ottar) 
§B och Gairvat och Liknvi. 
§C Gud (och Guds moder vare nådig) mot henne och mot dem som göra minnesvården, (den största) som man kan se 
§D ... i Garda, som var hos Viv(?) ...
Runföljden uiue placeras under Otolkade belägg i NRL, s. 303.  Garda kan syfta på Gardarike, men är snarare uppgift om Ailikins hemkomst: från Garde socken.  Liknat är känd från äldre G 113, Liknvi är hans dotter.
|       |       |       |       |       |       |  |  | Liknat  | Liknat  | Liknat  | Liknat  | Liknat  | Liknat  |  |  | Ailikn | Ailikn | Ailikn | Ailikn | Ailikn | Ailikn |  |  |        |        |        |        |        |        |  |  |
|       |       |       |       |       |       |  |  | Liknat  | Liknat  | Liknat  | Liknat  | Liknat  | Liknat  |  |  | Ailikn | Ailikn | Ailikn | Ailikn | Ailikn | Ailikn |  |  |        |        |        |        |        |        |  |  |
|       |       |       |       |       |       |  |  |         |         |         |         |         |         |  |  |        |        |        |        |        |        |  |  |        |        |        |        |        |        |  |  |
|       |       |       |       |       |       |  |  |         |         |         |         |         |         |  |  |        |        |        |        |        |        |  |  |        |        |        |        |        |        |  |  |
| Ottar | Ottar | Ottar | Ottar | Ottar | Ottar |  |  | Gairvat | Gairvat | Gairvat | Gairvat | Gairvat | Gairvat |  |  | Aivat  | Aivat  | Aivat  | Aivat  | Aivat  | Aivat  |  |  | Liknvi | Liknvi | Liknvi | Liknvi | Liknvi | Liknvi |  |  |

## Ardrekistan

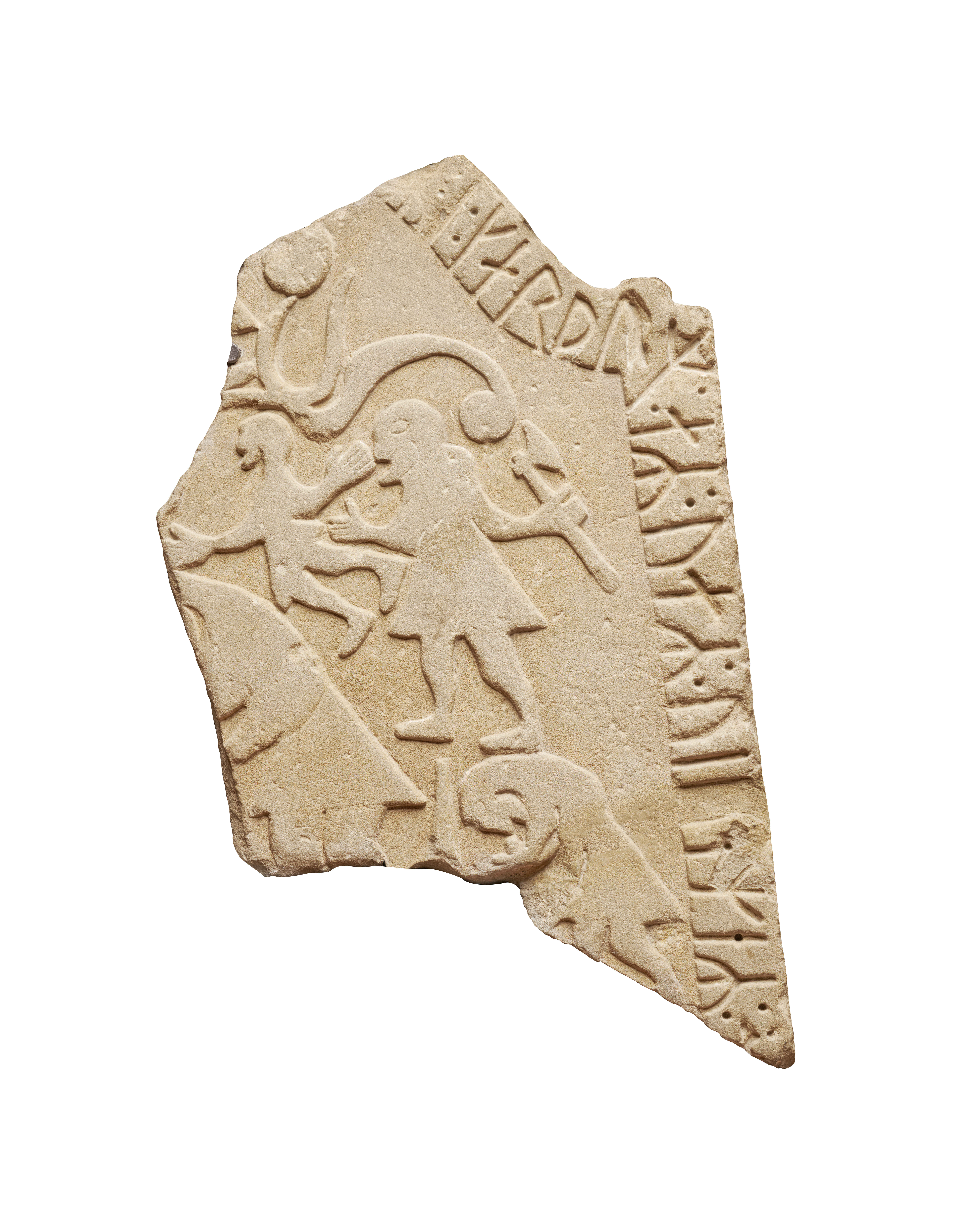
Offerscen(?)
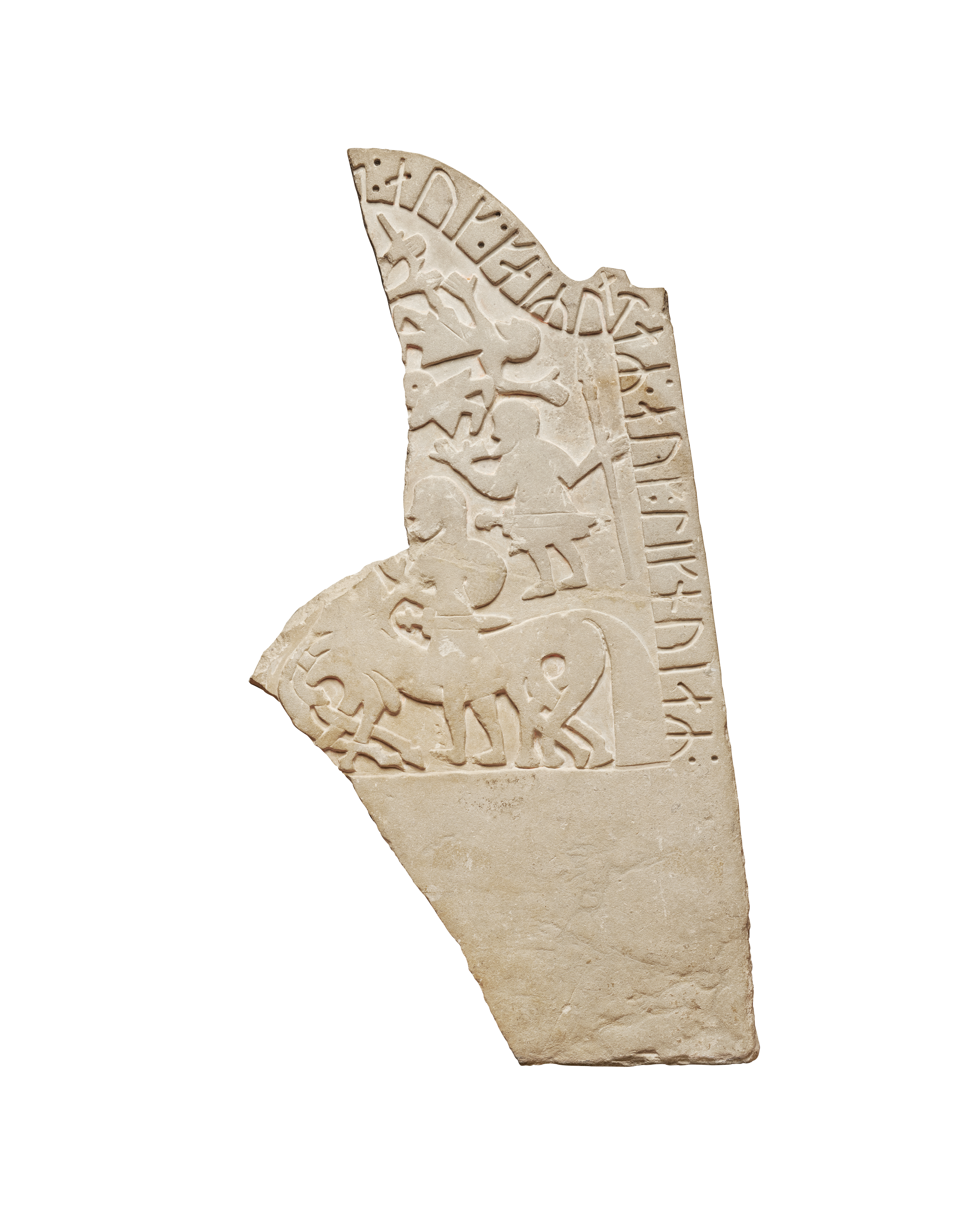
Sleipner
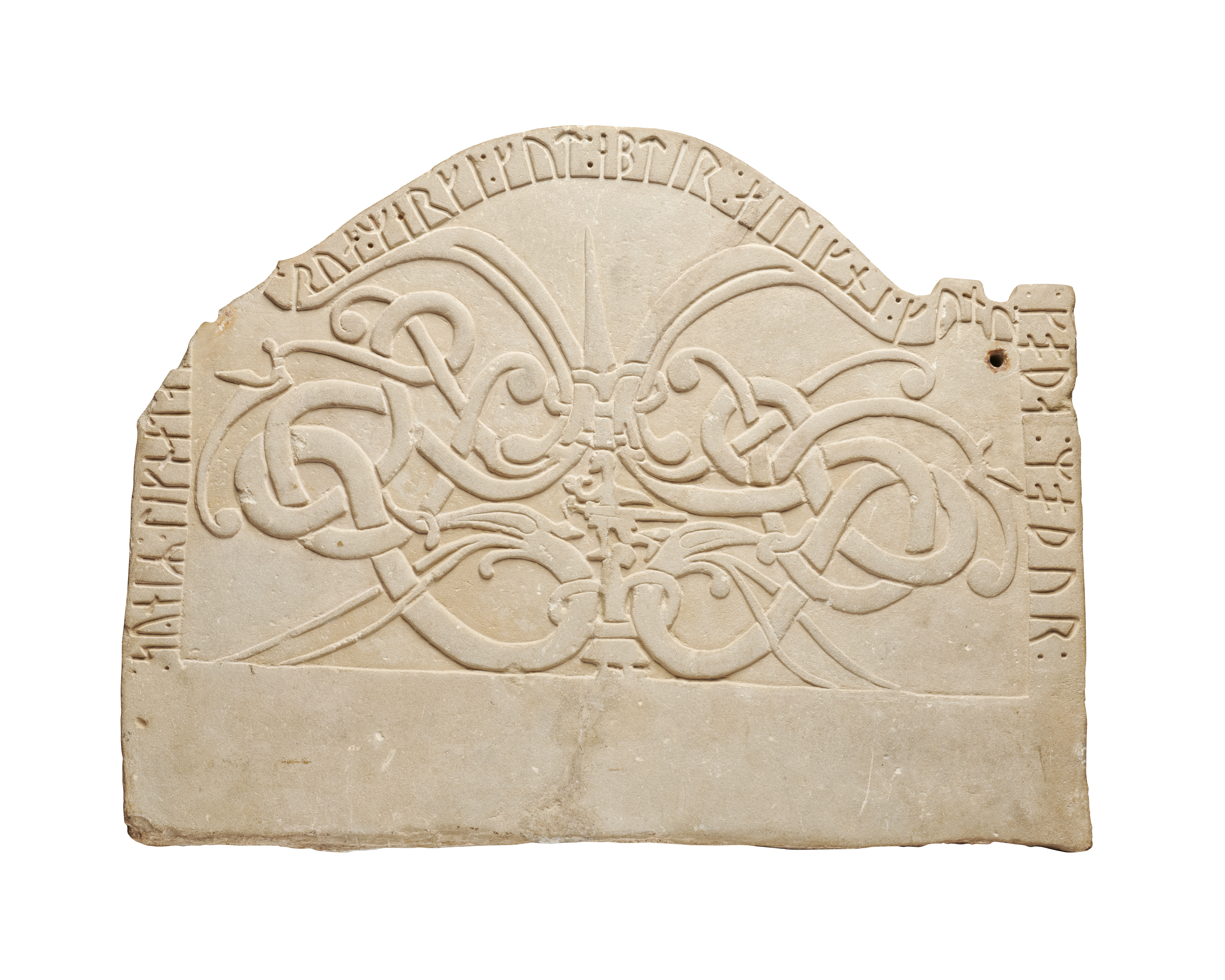
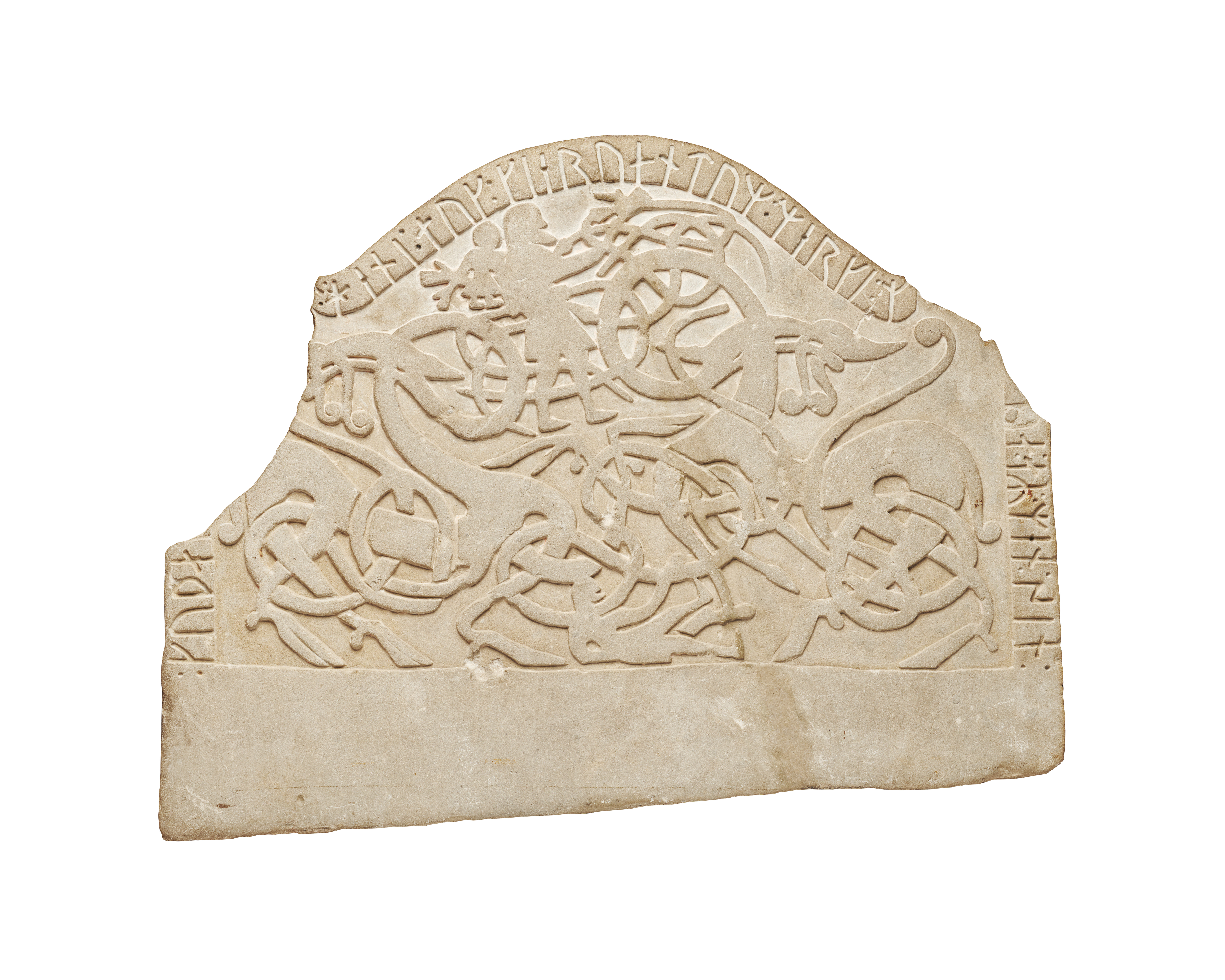

### Fotnoter
1. 1 2 3 4 5  Samnordisk runtextdatabas, G 114, 2014
2. ↑  Fornminnesregistret: 118:1
3. 1 2  Sven B.F. Jansson, Elias Wessén, red (1962). Sveriges runinskrifter. Bd 11, Gotlands runinskrifter, del 1. Stockholm: KVHAA. http://www.raa.se/runinskrifter/sri_gotland_b11_d01_text_3.pdf